# Устойчивость и управляемость
Устойчивость и управляемость летательного аппарата — взаимосвязанные свойства динамики полета.
- Управляемость — свойство самолёта отвечать соответствующими линейными и угловыми перемещениями в пространстве на команды управления.

Под управляемостью понимается способность самолёта изменять положение в пространстве и переходить с одного режима полета на другой в ответ на команды управления. Для обеспечения управляемости необходим дополнительный к балансировочным углам запас отклонения рулей. Управляемость оценивается с помощью специальных критериев, в которых нормированы потребные отклонения рычагов управления и усилия на них для заданного изменения параметров полета, изменение этих параметров при полном отклонении рычагов управления, а также ряд других величин.
- Устойчивость — свойство самолёта восстанавливать без вмешательства пилота кинематические параметры невозмущенного движения и возвращаться к исходному режиму полета после прекращения действия возмущений.

Современные истребители и авиалайнеры часто делают статически неустойчивыми, то есть неспособными к постоянному устойчивому полёту без вмешательства.